# Captain Nepel
 (février 2012).
Si vous disposez d'ouvrages ou d'articles de référence ou si vous connaissez des sites web de qualité traitant du thème abordé ici, merci de compléter l'article en donnant les références utiles à sa vérifiabilité et en les liant à la section « Notes et références ».
Captain Nepel est la trente-cinquième histoire de la série Les Tuniques bleues de Lambil et Raoul Cauvin. Elle est publiée pour la première fois du no 2882 au no 2892 du journal Spirou, puis en album en 1993.

## Résumé
Le colonel Appeltown étant malade, le sergent Chesterfield et le caporal Blutch sont chargés par le général Alexander de conduire le capitaine Nepel à Fort Bow. Chesterfield est ravi de se voir confier cette mission : il va pouvoir revoir la fille du colonel dont il est amoureux. À Fort Bow, les Indiens et l’armée vivent en paix à l’intérieur même du camp nordiste. Cette cohabitation insupporte Nepel qui, à peine entré en fonction, exige que tous les étrangers, dit Indiens, Chinois, Africain, soient expulsés du fort. Mais les Indiens ne comptent pas se laisser traiter de cette manière ce qui entraîne une déclaration de guerre entre les Indiens rejoints par un Chinois et un Africain qui était blanchisseur et cuisinier de l'armée, et l'armée américaine. Le caporal Blutch n'approuve pas les décisions du capitaine, s'y oppose même et avec le sergent vont jusqu'à désobéir et rendent visite aux indiens qui les accueillent en ennemis. Le chef accepte de recevoir Chesterfield mais à condition qu'il soit habillé en indien. Après la discussion, le chef accepte de laisser du temps à Chesterfield pour régler le problème mais à une condition : il faut qu'il se batte contre le chef. Mais Chesterfield perd et les indiens déterrent la hache de guerre. Le combat se poursuit à l'intérieur du fort mais le colonel qui entend le combat, se lève et arrête les hostilités. Il emprisonne Nepel et Amélie, la fille du colonel, embrasse Chesterfield qui est fou de joie.

## Personnages
- Sergent Chesterfield : escorte le capitaine jusqu'au fort et essaie de sauver la situation avec Blutch. Il n'y arrivera pas.
- Caporal Blutch : escorte le capitaine jusqu'au fort et essaie de sauver la situation avec Chesterfield. Il n'y arrivera pas.
- Capitaine Nepel : est chargé d'assurer la relève durant la maladie du colonel Appeltown. Il se montrera raciste avec le cuistot africain, le blanchisseur chinois et les indiens[1]. Il sera mis en prison par le colonel pour cette raison. Ce personnage est inspiré par Jean-Marie Le Pen, dont il a l'apparence (borgne) et caricature l'idéologie[2]. Son nom est d'ailleurs « Le Pen » à l'envers. Patrick Gaumer décrit ce personnage comme « un abominable raciste... rappelant, de façon nullement fortuite, un leader politique extrémiste français[3] ». La deuxième page de l'album fait également référence au Général Custer.
- Commandant Appeltown : est malade durant cet épisode et sauve la situation à la fin de l'épisode.
- Amélie Appeltown : soigne son père et essaie sans succès de s'opposer au capitaine.